# العلاقات الشمال مقدونية الكونغوية
العلاقات الكونغولية الشمال مقدونية هي العلاقات الثنائية التي تجمع بين جمهورية الكونغو وشمال مقدونيا.

## مقارنة بين البلدين
هذه مقارنة عامة ومرجعية للدولتين:
| وجه المقارنة                                              | [[تصنيف:صفحات تستخدم رمز علم غير موجود\|]] جمهورية الكونغو | شمال مقدونيا                                               |
| --------------------------------------------------------- | ---------------------------------------------------------- | ---------------------------------------------------------- |
| المساحة (كم2)                                             | 342.00 ألف                                                 | 25.71 ألف                                                  |
| عدد السكان (نسمة)                                         | 5.26 مليون                                                 | 2.08 مليون                                                 |
| الكثافة السكانية (ن./كم²)                                 | 15.38                                                      | 80.9                                                       |
| العاصمة                                                   | برازافيل                                                   | إسكوبية                                                    |
| اللغة الرسمية                                             | لغة فرنسية                                                 | اللغة المقدونية، اللغة الألبانية                           |
| العملة                                                    | فرنك وسط أفريقي                                            | دينار مقدوني                                               |
| الناتج المحلي الإجمالي (بليون دولار)                      | 8.72 مليار                                                 | 11.34 مليار                                                |
| الناتج المحلي الإجمالي (تعادل القوة الشرائية) بليون دولار | 29.48 مليار                                                | 29.26 مليار                                                |
| الناتج المحلي الإجمالي الاسمي للفرد دولار أمريكي          | 1.85 ألف                                                   | 4.85 ألف                                                   |
| الناتج المحلي الإجمالي للفرد دولار أمريكي                 |                                                            | 16.25 ألف                                                  |
| مؤشر التنمية البشرية                                      | 0.591                                                      | 0.747                                                      |
| رمز المكالمات الدولي                                      | +242                                                       | +389                                                       |
| رمز الإنترنت                                              | .cg                                                        | .mk                                                        |
| المنطقة الزمنية                                           | ت ع م+01:00                                                | توقيت وسط أوروبا، ت ع م+01:00، ت ع م+02:00، أوروبا/سكوبيه ‏ |

## منظمات دولية مشتركة
يشترك البلدان في عضوية مجموعة من المنظمات الدولية، منها:
| علم المنظمة | اسم المنظمة                               | تاريخ انضمام جمهورية الكونغو | تاريخ انضمام شمال مقدونيا |
| ----------- | ----------------------------------------- | ---------------------------- | ------------------------- |
|             | البنك الدولي للإنشاء والتعمير             | 10 يوليو 1963                | 25 فبراير 1993            |
|             | يونسكو                                    | 24 أكتوبر 1960               | 28 يونيو 1993             |
|             | منظمة التجارة العالمية                    | ?                            | ?                         |
|             | وكالة ضمان الاستثمار متعدد الأطراف        | 16 أكتوبر 1991               | 19 مارس 1993              |
|             | مؤسسة التمويل الدولية                     | 1 أكتوبر 1980                | 25 فبراير 1993            |
|             | منظمة الشرطة الجنائية الدولية             | ?                            | ?                         |
|             | الأمم المتحدة                             | 20 سبتمبر 1960               | 8 أبريل 1993              |
|             | مؤسسة التنمية الدولية                     | 8 نوفمبر 1963                | 25 فبراير 1993            |
|             | منظمة حظر الأسلحة الكيميائية              | ?                            | ?                         |
|             | المركز الدولي لتسوية المنازعات الاستشارية | 14 أكتوبر 1966               | 26 نوفمبر 1998            |